# Smicroplectrus inversus
Smicroplectrus inversus là một loài tò vò trong họ Ichneumonidae.